# بورتون (موسيقي)
بورتون (بالفنلندية: Emerson Burton)‏ هو موسيقي فنلندي، ولد في 17 أكتوبر 1974 في هلسنكي في فنلندا.

## وصلات خارجية
- الموقع الرسمي
- بورتون على موقع IMDb (الإنجليزية)
- بورتون على موقع ميوزك برينز (الإنجليزية)
- بورتون على موقع ميوزك برينز (الإنجليزية)
- بورتون على موقع ديسكوغز (الإنجليزية)
- بورتون على موقع ديسكوغز (الإنجليزية)